# Provigny (Stradivarius)
Le Stradivarius Provigny est un violon fabriqué en 1716 par le luthier de Crémone Antonio Stradivari. Le violon appartient à la « période d'or » et notamment aux années 1715, considérées comme l'apogée de Stradivari. Il est présenté par de nombreux experts comme un des exemplaires les plus aboutis et les mieux conservés du luthier crémonais.
Le Stradivarius Provigny a été joué par le soliste français Pierre Amoyal. Son nom fait référence à l'une de ses propriétaires, Palmyre Anaclette Provigny. L'instrument appartient et est exposé au sein de la collection du Musée de la musique de Paris.

## Description

### Authenticité
Le Stradivarius Provigny a été fabriqué par le luthier crémonais Antonio Stradivari en 1716,. Il appartient à la « période d'or » de Stradivari et notamment à la période autour de 1715 considérée comme son apogée,,. Comme les Stradivarius Messiah ou Medici également de 1716, il est présenté par plusieurs spécialistes comme l'un des exemplaires les plus aboutis du travail de Stradivari.
L'étiquette du Stradivarius Provigny mentionne l'année de fabrication, le nom latinisé du luthier Antonio Stradivari ainsi que le monogramme « A. + S. »,,,.

« Antonius Stradivarius Cremonensis, faciebat anno 1716. A. + S »

— Inscription sur l'étiquette du Stradivarius Provigny
Le Stradivarius est appelé « Provigny » en référence à sa propriétaire Palmyre Anaclette Provigny.
La lettre « B », en référence au patronyme « Besson », est inscrite au talon de l'instrument. Il est vraisemblable que l'inscription ait été faite à la demande de Louis-Édouard Besson,.

### Caractéristiques
L'état de conservation du Stradivarius Provigny est jugé très bon, avec de nombreuses pièces originales et un vernis peu retouché.
En totalité, le Provigny mesure 58,8 centimètres de long,. Les largeurs maximales du violon sont d'environ 20,7 et 16,7 centimètres dans les parties larges de la caisse, au premier tiers (au niveau du cordier) et dernier tiers (vers la touche),,. La largeur minimale du second tiers (au niveau du chevalet) est d'environ 11 centimètres,,,.
Le fond de l'instrument est constitué de deux pièces d'érable largement ondé,. Il mesure environ 35,6 centimètres,,.
La table d'harmonie est faite de deux pièces de sapin ou d'épicéa. Elle est renforcée au niveau de l'âme,,. Les découpes des f ne sont pas totalement symétriques : l'ouïe du côté aiguë est plus étirée et moins inclinée par rapport à la verticale.
Plusieurs éléments constituant la caisse de résonance du violon sont d'origine (ex : les tasseaux ou les contre-éclisses).
Le chevalet du Provigny a été changé par Étienne Vatelot en 1977,,,. Dans sa configuration actuelle, l'âme est manquante.
Le cordier est en buis tout comme les chevilles (qui sont en plus ornées d'un bouton doré).
La tête de l'instrument est entée.
Une étude dendrologique montre que l'arbre le plus ancien ayant servi pour la facture de l'instrument date de 1699. Par ailleurs, une autre analyse dendrologique indique que les Stradivarius Hřímalý, Kux Rothschild, Joachim Ma, Cremonese, Szekely Michelangelo et Provigny, tous réalisés durant les années autour de 1715, sont possiblement issus du même arbre.
Le vernis du Provigny a été très peu retouché par rapport aux couches originales. Il est de couleur brune et contient de nombreux pigments rouges translucides,. L'aspect global du vernis est transparent.

## Lutherie
Au niveau de sa tête et de la volute, le Stradivarius Provigny présente des marques de compas et de dessins, réalisées probablement par Antonio Stradivari lors de la fabrication de l'instrument. Ces traces renseignent les spécialistes sur les techniques de lutherie utilisée à l'époque, notamment l'emploi d'une approche géométrique de la facture instrumentale.
En 1824, Nicolas Lupot a mené une expertise du Stradivarius afin de l'authentifier.
Durant le 19e siècle, le luthier parisien Charles François Gand a été responsable du Provigny. Il a notamment travaillé sur l'instrument pour le remettre en état de jouer.
En 1908, Albert Caressa a l'occasion d'étudier et d'expertiser le Stradivarius,.
À partir de 1977, Étienne Vatelot travaille également sur l'instrument. Le luthier remplace notamment le chevalet,.

## Histoire
La première trace attestée du Stradivarius Provigny date de 1824 lorsqu'il est authentifié par Nicolas Lupot.
En 1827, l'homme politique et amateur de musique Louis-Édouard Besson achète l'instrument. Il le conserve toute sa vie,,.
À sa mort en 1865, le Provigny est légué à sa fille, Palmyre Anaclette Provigny. Celle-ci conserve également l'instrument jusqu'à son décès en 1908,,.
Le Stradivarius est une nouvelle fois légué en 1909. Il revient au Conservatoire de Paris et est conservé dans les collections de l'institution depuis (désormais Musée de la musique, Cité de la musique),,.
Le Provigny a été prêté au soliste français Pierre Amoyal pour des enregistrements,.

## Propriétaires
Les propriétaires attestés sont les suivants,,,, :
| Propriétaire                                    | Depuis | Jusqu'en |
| ----------------------------------------------- | ------ | -------- |
| Louis-Édouard Besson                            | c.1827 | 1865     |
| Palmyre Anaclette Provigny                      | 1865   | 1908     |
| Musée de la musique (Cité de la musique, Paris) | 1909   | Actuel   |